# Ctenobelba mahnerti
Ctenobelba mahnerti är en kvalsterart som beskrevs av Sandór Mahunka 1974. Ctenobelba mahnerti ingår i släktet Ctenobelba och familjen Ctenobelbidae. Inga underarter finns listade i Catalogue of Life.